# 식이 섬유

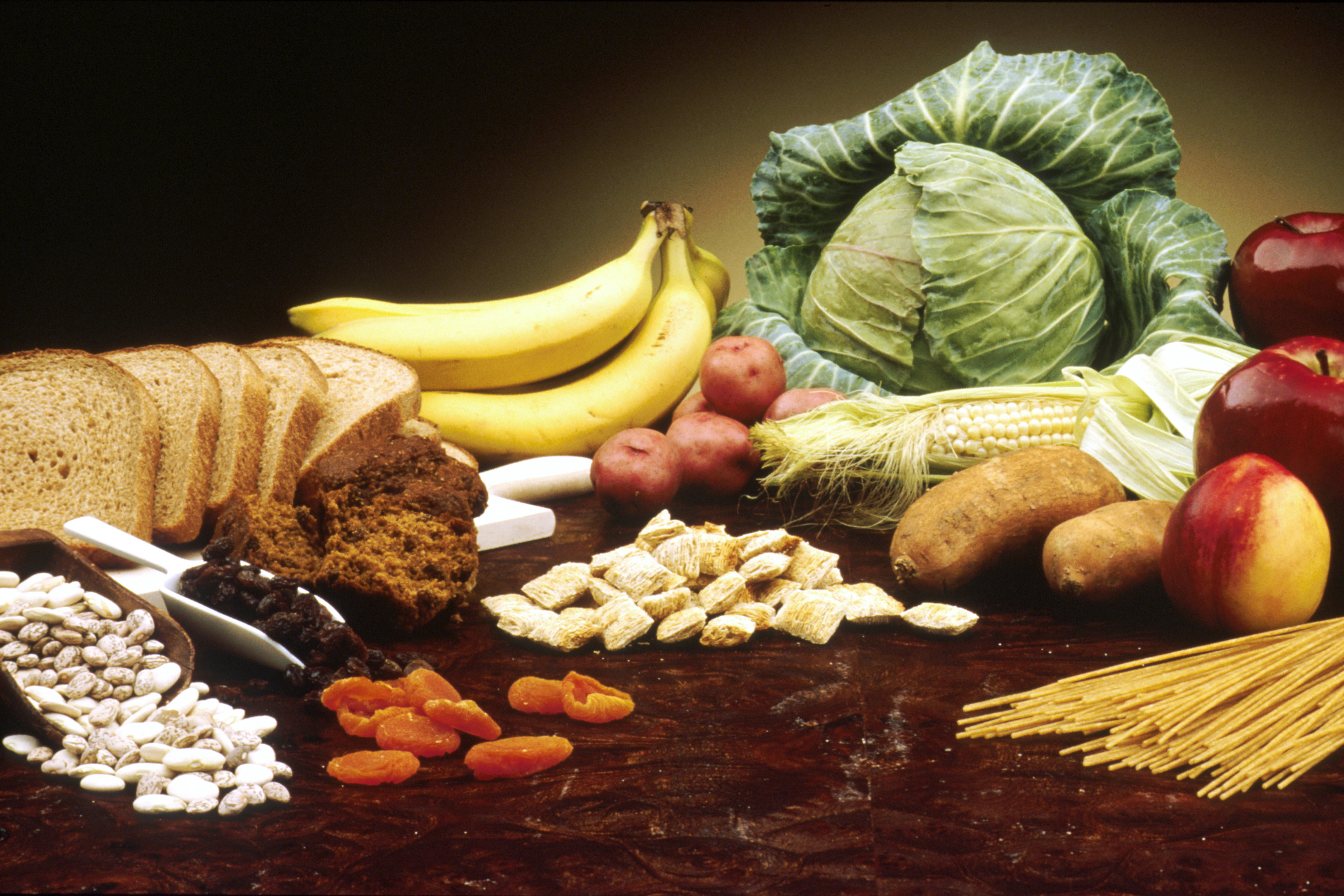
식물, 채소 등 음식에 섬유질이 풍부하다

식이 섬유(食餌纖維, 영어: dietary fiber 또는 roughage) 또는 식이 섬유소는 사람의 체내 소화효소로는 분해되지 않아 소화되지 않는 고분자화합물을 칭하는 말로, 가용성 섬유소와 난용성 섬유소의 두 종류가 있다. 한편 식이 섬유라는 말은  특히 동물이 살아가기 위하여 섭취해야할 섬유질(cellulose fiber)을 가리키는 용도로도 사용된다.

## 가용성 섬유소
가용성 섬유소(soluble dietary fiber)는 물에 녹거나 팽윤되며, 대장에서 박테리아에 의해 발효되는 섬유소이다.
- 펙틴(pectin), 검(gum), 뮤실리지(mucilage) 등.

## 난용성 섬유소
난용성 섬유소(insoluble dietary fiber)는 물에 녹지 않으며, 대장에서 박테리아에 의해 대사되지 않는 섬유소이다.
- 셀룰로오스(cellulose), 일부 헤미셀룰로오스(hemicellulose), 리그닌(lignin) 등.

## 식이 섬유소의 기능
- 위장 포만감 유발
- 배변량 증가
- 음식물의 장내 통과 속도 정상화
- 소장 통과속도를 빠르게 하여 영양소 흡수율 저하(당뇨환자에 권장)
- 대장의 발효를 위한 영양원(가용성 섬유소)
- 혈청 콜레스테롤 농도 저하(가용성 섬유소)
- 대장암 예방 효과
- 게실염 예방 효과
- 변을 부드럽게 함

## 식이 섬유소가 풍부한 식품
- 콩과식물(강낭콩, 콩, 완두콩, 팥 등)
- 과일류(레몬껍질, 포도, 배, 사과, 감, 키위, 바나나, 자두, 오렌지, 복숭아, 파인애플 등)
- 채소류(브로콜리, 당근, 양파, 양상추 등)
- 뿌리채소 (고구마, 우엉, 무 등)
- 해조류(미역, 다시마 등)
- 버섯류
- 견과류 (아몬드, 땅콩, 호두 등)
- 통곡물 또는 전곡(현미, 보리, 귀리, 통밀, 호밀 등)

## 참고 문헌
- 최혜미 외, <<21세기 영양학>>, 교문사, 2006.